# Научно-исследовательский институт резиновой промышленности (Сергиев Посад)
Научно-исследовательский институт резиновой промышленности (НИИРП) — многопрофильное научно-производственное предприятие всероссийского значения. Располагается в Московской области, в городе Сергиевом Посаде. Разрабатывает и производит высокотехнологичные резинотехнические изделия для различных отраслей народного хозяйства

## История
В годы Великой Отечественной войны, в марте 1944 года, территорию нынешнего предприятия, вдали от трасс полетов авиации, выбрала специальная комиссия Наркоматов Обороны и Резиновой Промышленности, чтобы разместить на ней лётно-испытательную станцию (ЛИС) аэростатов воздушного заграждения, которые должны были защищать небо Москвы от налетов вражеской авиации.
Решением исполкома Загорского райсовета от 25 июля 1944 года в распоряжение Наркомрезинпрома СССР для развертывания ЛИС был выделен крупный участок земли. Земельный участок был выделен Загорскому филиалу Научно-исследовательский институт резиновой промышленности в 1968 году (распоряжение исполкома Мособлсовета №604-р от 29.04.1968) с учётом фактического пользования с 1944 года.
В 1957 году Постановлением СМ СССР принято решение о развитии структуры НИИ резиновой промышленности с образованием его филиалов в других городах, а в 1959 году Приказом Госкомитета Совета Министров СССР по химии было предписано создать филиал НИИРП в г. Загорске, на базе лётно-испытательной станции. Загорский филиал НИИРП был организован согласно приказу директора НИИРП А.П. Богаевского № 27 от 13.03.1961 г.

Наиболее значимые исторические разработки:

### Амортизаторы для межпланетной станции "Луна"
К наиболее значимым разработкам, выполненным в институте, следует отнести создание надувного амортизатора для мягкой посадки на Луну спускаемого аппарата (станции "Луна-9", "Луна-13"). С помощью разработанного в институте надувного амортизатора БНВ-2, впервые в мире, 3 февраля 1966 года, в районе "Океана Бурь", на поверхность естественного спутника Земли была осуществлена мягкая посадка космической станции.

### Олимпийский Мишка
В 1980 году в баллонном цеху института был изготовлен дублёр знаменитого Олимпийский Мишка, на создание которого ушло 50 квадратных метров прорезиненной ткани.

### Подписание договора с ГК Социалистической Республикой Вьетнам и НИИРПом
Договор между российским НИИ резиновой промышленности и вьетнамским Комитетом по управлению Мавзолеем Хо Ши Мина «О передаче технологии прорезиненной ткани на основе вьетнамского шелка и специального комбинезона из неё.